# 그대 가슴에 다시 한번
"그대 가슴에 다시 한번"(I want to be in your arms again)은 한국에서 제작된 김사겸 감독의 1971년 영화이다. 이순재 등이 주연으로 출연하였고 곽정환 등이 제작에 참여하였다.

## 출연

### 주연
- 이순재
- 방성자
- 주증녀
- 안인숙